# Gallicolumba sanctaecrucis
Gallicolumba sanctaecrucis là một loài chim trong họ Columbidae.